# Фрегати типу «Трайбл»
Фрегати типу «Трайбл» (англ. Tribal-class frigate), або фрегати типу 81 (англ. Type 81) — клас військових кораблів з 7 фрегатів, що випускалися британськими суднобудівельними компаніями на замовлення британського адміралтейства в період з 1958 по 1964 роки. Фрегати цього типу були замовлені та побудовані як шлюпи для виконання подібних завдань, що й удосконалені шлюпи типу «Блек Свон» і фрегати типу «Лох» для дії у Перській затоці відразу після війни. У середині 1960-х сім «Трайбл» були перекласифіковані у другий клас фрегатів загального призначення, щоб зберегти кількість фрегатів у складі Королівського флоту. Після британського виходу зі сходу Суеца в 1971 році фрегати «Трайбл» діяли в північноатлантичній сфері НАТО. У 1979–80 роках через брак екіпажу та палива їх перевели до резервних ескадр; три були відновлені в 1982 році під час Фолклендської війни для навчання та виконання обов'язків патрулювання у Вест-Індії.

## Проєкт
Фрегати типу «Трайбл» були розроблені в 1950-х роках як відповідь на зростання вартості вузькоспеціалізованих кораблів, таких як фрегати типу 14. Це були перші такі «багатоцільові» кораблі для потреб Королівського флоту. Вони були розроблені спеціально як своєрідні колоніальні «канонерські човни», особливо для дій на Близькому Сході. Тому вони були спроектовані як автономні військові платформи зі зброєю та системами радіолокаційного озброєння для задоволення різнорідних варіантів ведення бойових дій, кондиціонером для тривалого патрулювання в тропічних умовах і такими «сучасними» зручностями для проживання екіпажу, як приміщення з двоярусними ліжками (на відміну від гамаків). Встановлення газотурбінних наддувних двигунів мало на меті дозволити фрегатам майже миттєво залишати порти та військово-морські бази у разі ядерної війни, замість того, щоб витрачати чотири-шість годин на розпалювання парових котлів. Газова турбіна G6 виявилася надійною і зазвичай використовувалася для виходу з бази протягом всього терміну експлуатації фрегатів і заклала підмурок для того, щоб газотурбінні двигуни стали універсальними в Королівському флоту протягом наступних 30 років.

## Список фрегатів типу «Трайбл»
| N з/п | Назва корабля | No.  | Корабельня                                                                                    | Закладений       | Спущений на воду | Введений до строю | Вартість корабля | Статус                                            |
| ----- | ------------- | ---- | --------------------------------------------------------------------------------------------- | ---------------- | ---------------- | ----------------- | ---------------- | ------------------------------------------------- |
| 1     | «Ашанті»      | F117 | Yarrow & Co Ltd/Associated Electrical Industries                                              | 15 січня 1958    | 9 березня 1959   | 23 листопада 1961 | £5315000         | 1988 року затоплений як мішень підводними човнами |
| 2     | «Нубіан»      | F131 | Royal Navy Dockyard/Associated Electrical Industries                                          | 7 вересня 1959   | 6 вересня 1960   | 9 жовтня 1962     | £4360000         | 27 травня 1987 року затоплений як корабель-мішень |
| 3     | «Гуркха»      | F122 | John I. Thornycroft & Company/Parsons Marine Steam Turbine Company                            | 3 листопада 1958 | 11 липня 1960    | 13 лютого 1963    | £4865000         | 1984 року проданий ВМС Індонезії                  |
| 4     | «Ескімо»      | F119 | J. Samuel White/Fairfield Shipbuilding and Engineering Company                                | 22 жовтня 1958   | 20 березня 1960  | 21 лютого 1963    | £4560000         | 1992 року розібраний на брухт                     |
| 5     | «Тартар»      | F133 | Royal Navy Dockyard/Vickers-Armstrongs/Yarrow & Co Ltd                                        | 22 жовтня 1959   | 19 вересня 1960  | 26 лютого 1962    | £4300000         | 1984 року проданий ВМС Індонезії                  |
| 6     | «Могаук»      | F125 | Vickers-Armstrongs/Associated Electrical Industries                                           | 23 грудня 1960   | 5 квітня 1962    | 29 листопада 1963 | £4750000         | 1982 року розібраний на брухт                     |
| 7     | «Зулу»        | F124 | Alexander Stephen and Sons/John I. Thornycroft & Company/Parsons Marine Steam Turbine Company | 13 грудня 1960   | 3 липня 1962     | 17 квітня 1964    | £5100000         | 16 квітня 1984 року проданий ВМС Індонезії        |